# François Bonnaffé
Pour les articles homonymes, voir Bonnaffé.
François Bonnaffé (Lacaune, 27 décembre 1723, Bordeaux, 13 août 1809) est un armateur et négociant français, l'un des principaux de Bordeaux, et l'un des entrepreneurs les plus fortunés du royaume de France à la veille de la Révolution.

## Biographie

### Famille de marchands protestants du Tarn
François Bonnaffé est né à Lacaune le 27 décembre 1723. Il est le fils d’Étienne Bonnaffé et de Françoise Calmels, marchands drapiers protestants et propriétaires du domaine de Constansi à Lacaune. François était le fils cadet. Il a suivi une éducation rudimentaire à Lacaune.

### Installation à Bordeaux
À l’âge de 17 ans, il part en apprentissage pour Bordeaux, port qui avait pris une grande expansion, grâce à une décision prise au début du règne de Louis XV : une exemption de taxes sur les marchandises importées ou exportées via ce port. Il arme pour la première fois en 1751. À force de travail et d’esprit d’entreprise, il va devenir un des principaux armateurs de Bordeaux, à la veille de la Révolution.

### Participation indirecte à la traite négrière
François Bonnaffé n'a pas pris le risque, contrairement aux Nairac, de se lancer avec sa propre compagnie maritime dans le commerce triangulaire. Il se concentrait sur le commerce en droiture (sans passer par l'Afrique chercher des captifs) qu'il jugeait plus prudent. Malgré tout, les marchandises dont la maison Bonnaffé faisait le négoce, étaient produites par les esclaves des « habitations » coloniales, et en particulier de Guadeloupe et de Saint-Domingue. Également François Bonnaffé possédait d'importantes parts dans la compagnie Romberg et Bapst, très impliquée dans le traite des esclaves et qui administrait de nombreuses habitations aux Antilles.

### Mariage avec une Créole
En 1756, il épouse une riche protestante, Jeanne (Anne) Boyer, fille de Boyen de Poyen, Créole de la Guadeloupe devenu un important homme d’affaires de Bordeaux (il possède alors 0,2 million de livres de capital mobilier, ce qui en fait un négociant aisé). Sur les onze enfants qu'ils auront, sept ne mourront pas en bas âge : deux garçons et cinq filles, ce qui explique la très nombreuse descendance actuelle. Il enverra ses deux fils, Étienne et Jean (de Lance), faire leur éducation en Suisse. En effet, à l'époque les collèges en France exigeaient des « actes de catholicité » que les protestants Bonnaffé auraient refusé de faire.

### Participation dans des plantations esclavagistes
Bien que sa prudence le freine dans l'investissement colonial, il y participe entre 1765 et 1770, dans le cadre de son association avec la maison Romberg et Bapst. Aussi, François Bonnaffé prend-il des parts dans des plantations coloniales à Saint-Domingue.

### Richissime armateur
De 1768 à 1777, il expédie 37 navires vers les îles. Dans les années 1770, c'est le troisième imposable de Bordeaux ; il obtient son droit de bourgeoisie durant cette période.
Pendant la guerre d'indépendance des États-Unis (1775-1783), il n'a connu aucune perte et a même profité indirectement des avaries sur d'autres navires de commerce pour valoriser ses propres cargaisons. Ces succès lui valurent le surnom de Bonnaffé l'Heureux.

### Patrimoine immobilier et foncier

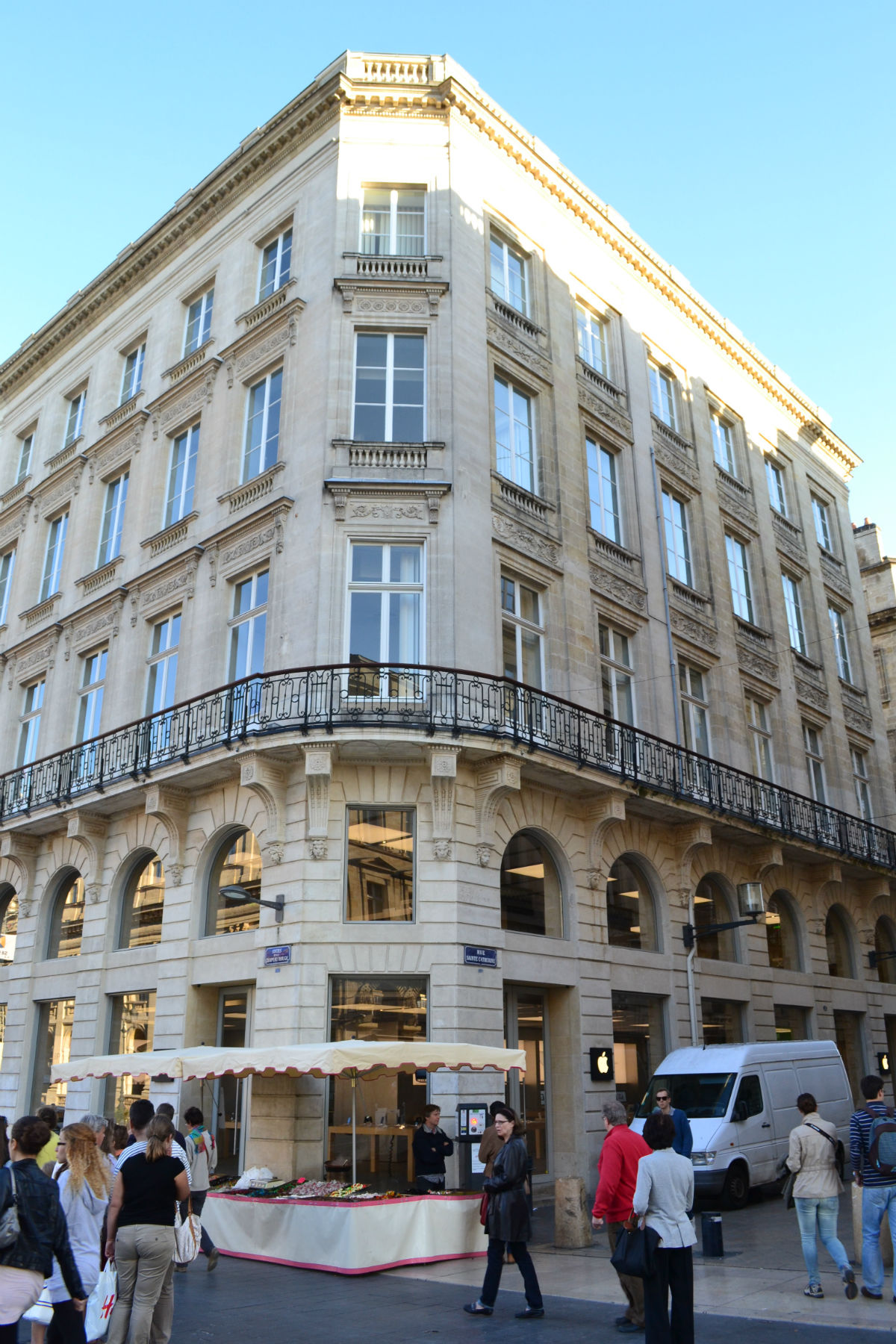
Hôtel Bonnaffé

En 1780 il rachète trois maisons contigües situées place de la Comédie et rue Daurade pour la somme de 111 000 livres (équivalent à 1,25 million d'euros). À cet emplacement il fait bâtir un somptueux hôtel particulier, l'hôtel Bonnaffé, avec comme architecte Étienne Laclotte. Ce dernier, jaloux du parisien Victor Louis, aurait voulu que son édifice s’élève suffisamment haut pour dominer la terrasse du Grand Théâtre.
Jusqu’à la mort de son frère aîné Étienne en 1783, il a échangé avec lui une correspondance suivie. En 1771 et 1777, à la suite d'une grande pénurie, il envoie des secours à Lacaune pour qu’ils soient distribués.

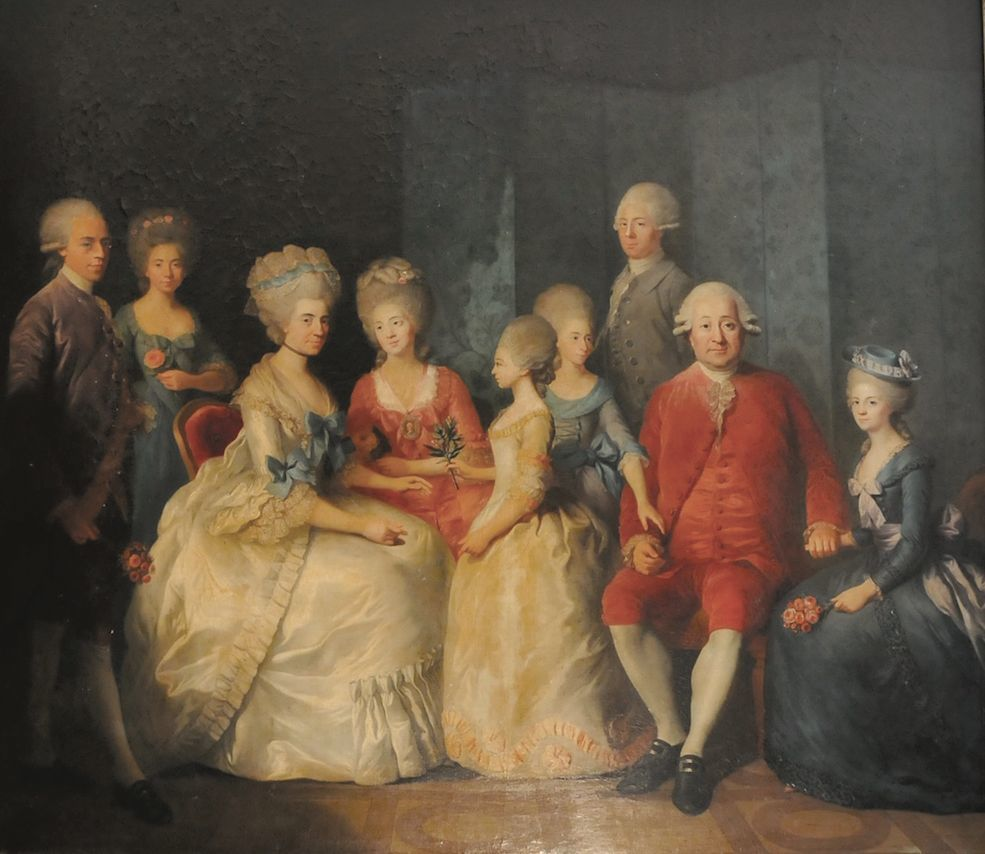
Portrait de la famille Bonnaffé en 1781.

En 1787, François Bonnaffé achète une maison avec un terrain au sol de Gouty pour en faire don à la communauté protestante de Lacaune. En 1805, le pasteur Moziman fera construire sur cet emplacement le temple actuel.
En 1789, il dispose d'une fortune évaluée à quinze millions de livres, ce qui le situe parmi les 10 grandes fortunes non nobiliaires du Royaume ! Il possédait 23 maisons en ville, dont l'hôtel Richelieu du cours de l'Intendance. Il investit également dans le vignoble et achète deux domaines, à Ambès et Saint-Louis-de-Montferrand.
En 1793, son actif vaut plus de 4,8 millions de livres ; il consacre 150 000 livres de dot à chacune de ses filles et 700 0000 livres à chacun de ses fils.

### Retrait des affaires
Avec le déclenchement de la Révolution française, le commerce maritime est interrompu par les Anglais qui maîtrisent les mers. Les affaires de François Bonnaffé connaissent alors une période de stagnation. En 1791, la révolte des esclaves à Saint-Domingue met un coup d'arrêt brutal à la croissance de l'économie bordelaise en général, et aux affaires de la maison Bonnaffé en particulier. Cette même année, sa femme Jeanne décède. François commence alors à se retirer progressivement des affaires au profit de son fils Jean de Lance, qui doit faire face à la dépréciation des assignats, et sauve plusieurs fois la vie de son père en payant grassement des révolutionnaires.
Le 13 août 1809, François Bonnaffé décède à l'age de 86 ans. La légende raconte que sa mort survient alors qu'il se trouve sur le balcon de son hôtel particulier place de la Comédie.

### Hommage
En 1898, la ville de Bordeaux donne son nom à une rue de l'ancien quartier Mériadeck.